# Драган Гоџић
Драган Гоџић (Београд, 14. април 1927 — Београд, 23. јун 1988) био је југословенски и српски кошаркаш и тренер и репрезентативац Југославије.
Гоџић је био члан првог управног одбора кошаркашког клуба Црвена звезда.

## Каријера
Каријеру је започео у београдској Црвеној звезди, са којом је седам пута освојио Прву лигу Југославије. Након тога играо је у Металцу Београд током 1950. године, а играчку каријеру завршио 1955. године у Црвеној звезди.
Био је у тиму кошаркашке репрезентације Југославије током Европског првенства у кошарци 1953. године, одржаног у Москви.
Током две утакмице турнира, просечно је бележио два поена по утакмици. За репрезентацију Југославије играо је и током Светског првенства 1954. године, одржаном у Рио де Жанеиру, када је на пет утакмица просечно бележио 6.8 поена.
Као играч са Црвеном звездом освојио је 7 титула Прве лиге Југославије и то : 1947, 1948, 1951, 1952, 1953, 1954 и 1955. године. Са тренерским послом кренуо је 1947. године, када је тренирао млади тим Железничара Београд, а током 1961. године ЖКК Црвена звезда.